# کرسنگ
کرسنگ، روستایی از توابع بخش مرکزی شهرستان بن در استان چهارمحال و بختیاری است
که در نزدیکی بارده واقع شده است.

## مردم
مردم این روستا لرتبار و از ایل بختیاری می باشند که به گویش لری بختیاری سخن می گویند

## جمعیت
این روستا در توابع شهرستان بن قرار دارد و براساس سرشماری مرکز آمار ایران در سال ۱۳۹۰، جمعیت آن زیر سه خانوار بوده‌است.